# Мінерали фемічні
Мінерали фемічні (рос. минералы фемические, англ. femic minerals; нім. femische Minerale n pl) — породотвірні мінерали з великим вмістом заліза та магнію: піроксени, амфіболи, біотит, рудні мінерали та ін.